# Francisco Fermín

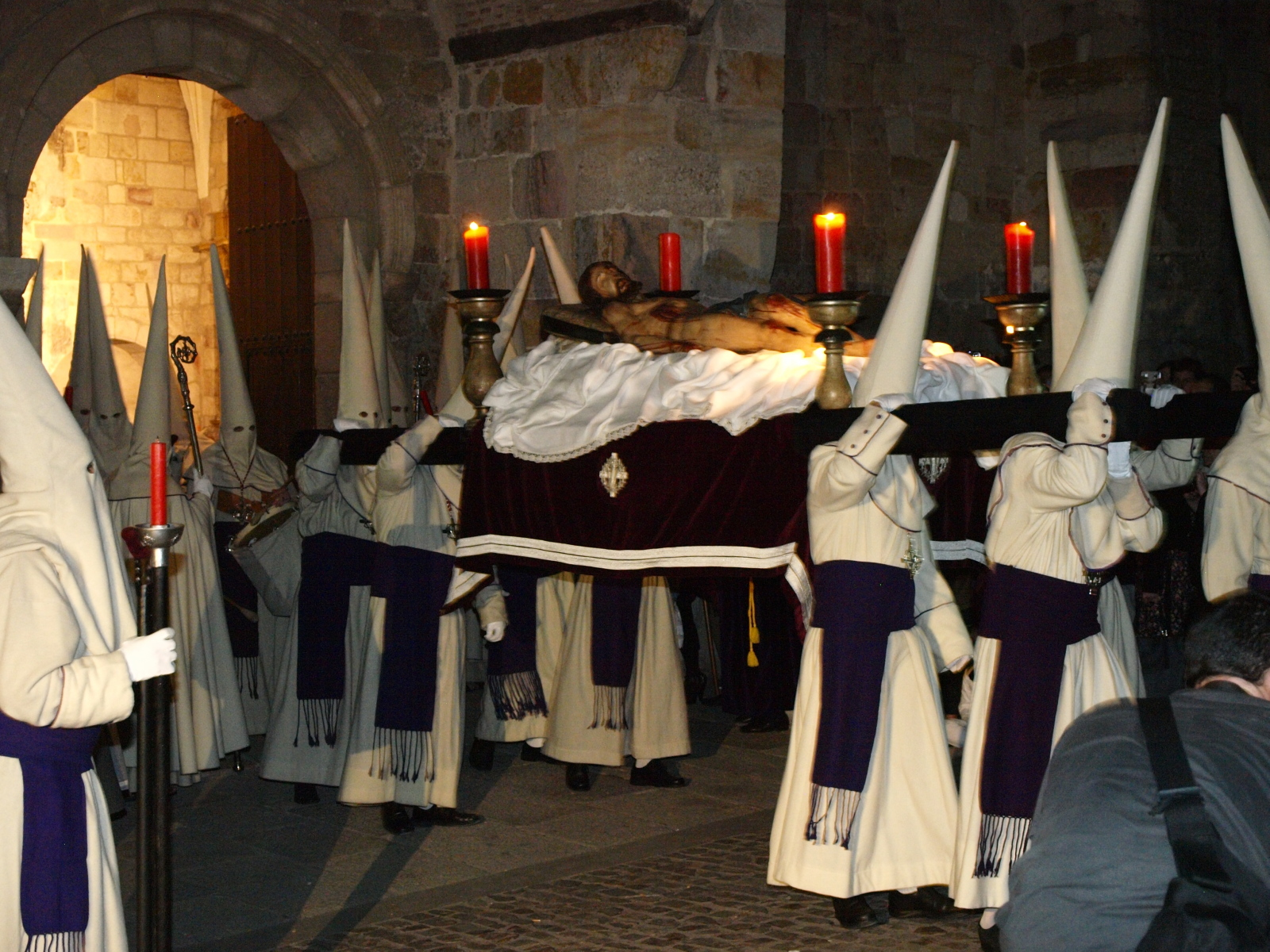
Cristo Yacente de Zamora. Cofradía del Santo Cristo Yacente de Zamora.￼

Francisco Fermín (c.1599-) fue un escultor formado en el taller de Gregorio Fernández al que se mantuvo vinculado incluso cuando ya trabajaba de forma independiente. Su estilo estuvo muy influido por el de Fernández, habida cuenta de la enorme popularidad que tuvieron los tipos creados por el maestro y que siguieron siendo demandados a su taller y a sus seguidores a su muerte.

## Obras
Entre las obras que se le conocen como escultor independiente destacan:
- Cristo yacente para el Convento de los Dominicos de Zamora (1632 -1635). En la actualidad se encuentra en la iglesia de Santa María la Nueva.
- Se le atribuye el Cristo yacente del Monasterio de Santa Ana (Valladolid) y también a Gregorio Fernández. Identificado como el contratado por el Conde de Castro en 1636. A día de hoy no se ha determinado quién es el autor de esta obra.
- En 1639 contrata e inicia el retablo del Descendimiento de Gallegos de Hornija. Es una obra de calidad mediana que no llegó a concluir y donde se aprecia la mano de distintos escultores.
- Paso Cristo de la cruz a María. En su origen un paso representando el entierro de Cristo que fue contratado en 1641 por la Cofradía de Nuestra Señora de la Piedad a Fermín y al también escultor Antonio de Ribera. De las siete figuras que lo componían solo han llegado a nosotros las figuras de Cristo, Nicodemo y la cabeza de la de José de Arimatea.